# Фестиваль (радиоприёмник)

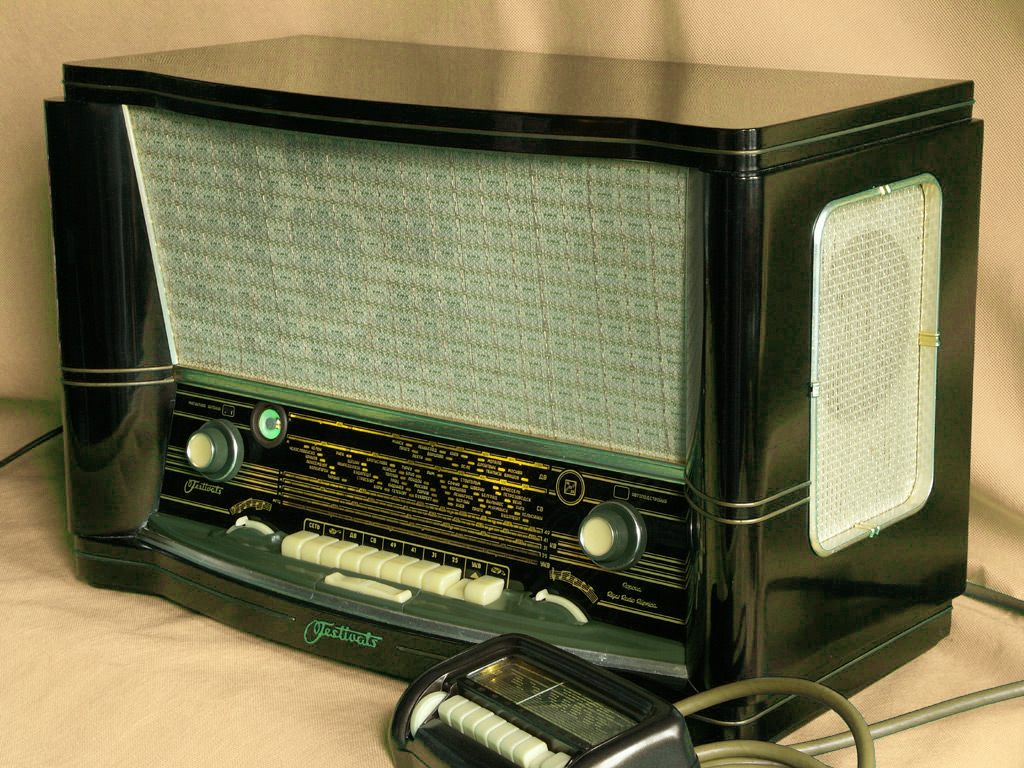
Радиоприёмник «Фестиваль»

«Фестиваль» — первый советский ламповый радиоприёмник с проводным дистанционным управлением.
Радиоприёмник разрабатывался с 1956 г. в Ленинграде, на заводе № 794 Министерства авиационной промышленности совместно с Институтом радиовещательного приёма и акустики им А. С. Попова (ИРПА). Назван в честь VI Всемирного фестиваля молодёжи и студентов 1957 года.
Опытная партия под названием «Ленинград» изготовлена на заводе № 794 в 1957 г.
Серийный выпуск начался с 1957 года на Рижском радиозаводе имени А. С. Попова под названием «Фестиваль» и продолжался до 1963 г.
Радиоприёмник оснащён (впервые в СССР) системой проводного дистанционного управления. Нажатием клавиш на пульте можно управлять почти всеми функциями радиоприёмника: регулировать громкость, переключать диапазоны, производить настройку и др. Нельзя было регулировать тембр по НЧ и ВЧ, управлять магнитной антенной.
Радиоприёмник демонстрировался на международных выставках и экспортировался за рубеж.

## Характеристики
Напряжение питания — 110, 127, 220 В;
Потребляемая мощность — 100…110 Вт;
Диапазоны — ДВ, СВ, КВ (25, 31, 41, 49 м), УКВ;
Выходная мощность — 4 Вт

## Архитектура
Радиоприёмник выполнен по супергетеродинной схеме с одним преобразованием частоты. Промежуточная частота в диапазонах ДВ, СВ, КВ — 465 кГц, на УКВ — 8,4 МГц. В состав его узлов входят следующие активные элементы:
- блок питания: выпрямитель селеновый АВС-120-270 для получения анодного напряжения, полупроводниковый диод Д2Б для получения напряжения смещения;
- блок УКВ: лампа 6Н3П;
- усилитель высокой частоты диапазонов АМ: лампа 6К4П;
- преобразователь частоты для диапазонов АМ и УПЧ для диапазона УКВ: лампа 6И1П;
- УПЧ: две лампы 6К4П;
- детектор и АРУ для диапазонов АМ: лампа 6Х2П;
- детектор диапазона УКВ: четыре диода Д2Е;
- предварительный усилитель звуковой частоты: лампа 6Н2П;
- усилитель мощности звуковой частоты: две лампы 6П14П (двухтактный ультралинейный выходной каскад);
- электронно-оптический индикатор настройки («магический глаз»): лампа 6Е5С;
- усилитель напряжения механической системы АПЧГ: лампа 6Н2П;
- Усилитель мощности механической системы АПЧГ: лампа 6П14П.

В механических узлах радиоприёмника используются три асинхронных электродвигателя: для вращения конденсатора переменной ёмкости (настройка), вращение регулятора громкости и переключения диапазонов. Двигатели работают при управлении приемником с дистанционного пульта, кроме двигателя переключения диапазонов: он работает при переключении диапазонов и с пульта, и с переключателя в приёмнике.